# Pierre Trabaud
Pierre Trabaud, nato Pierre Gabriel Vincent Wolf e conosciuto anche come Pierre Wolf (Chatou, 7 agosto 1922 – Versailles, 26 febbraio 2005), è stato un attore, comico e doppiatore francese.

## Biografia
Pierre Trabaud nacque a Chatou il 7 agosto 1922. Trascorse l'infanzia a Neuilly-sur-Seine. Dopo un rapido passaggio all'École nationale supérieure des beaux-arts, iniziò a frequentare i corsi di recitazione di René Simon. Nel 1945 debuttò al cinema nel film Le Jugement dernier di René Chanas, a fianco di Jean Desailly e Louis Seigner. Lavorò poi in due film di Jacques Becker, Amore e fortuna (1947) e Le sedicenni (1949), sul set del quale incontrò Capucine, che diventò poi sua moglie per qualche mese.
Nel 1954 vinse il premio Triomphe du Cinéma per la sua interpretazione del giovane prete mistico nel film Lo spretato di Léo Joannon. Ma fu il ruolo dell'insegnante nel film La guerra dei bottoni (1962), che gli diede la notorietà. Parallelamente, fu molto attivo in radio, alla televisione e nel doppiaggio, prestando la sua voce in molti film e cartoni animati.
Dopo vent'anni di assenza dal cinema, ritornò nel film Le Voleur de feuilles (1983) come attore e regista, l'unica volta in carriera, con Denise Grey, Jean-Pierre Castaldi, Jean-Pierre Darras. L'insuccesso commerciale di questo film lo porterà a debiti che pagherà per diversi anni. 
Interpretò i suoi ultimi ruoli al cinema nei film Round Midnight - A mezzanotte circa (1986) e La vita e niente altro (1989), entrambi diretti da Bertrand Tavernier.
La sua ultima apparizione fu nel documentario francese Carnet de naufrage (2004) di Claude Bourbigot. Pierre Trabaud morì un anno dopo, il 26 febbraio 2005, ed è sepolto al nuovo cimitero di Neuilly-sur-Seine.

## Doppiaggio
Noto nel doppiaggio francese soprattutto per aver dato voce a Joe Dalton dal 1971 al 1984 e altri cartoni per l'edizione francese come Braccio di Ferro e Daffy Duck. Era la voce ufficiale di Maestro Muten in Dragon Ball e Dragon Ball Z doppiando personaggi vari come Re Kaioh del nord, Végéta (1ª voce), C-19 e altri.
Il suo ultimo doppiaggio è stato Dragon Ball Z.

## Vita privata
Pierre Trabaud è stato sposato due volte: con Capucine nel 1950, ma la loro unione durò solo sette mesi; si risposò con Nicole Trabaud madrina del Festival de cinéma en plein air de Visan.

## Filmografia

### Cinema
- Lucrèce, regia di Léo Joannon (1943)
- Le Jugement dernier, regia di René Chanas (1945)
- Ouvert pour cause d'inventaire, regia di Alain Resnais (1946 inedito)
- La Fleur de l'âge, regia di Marcel Carné (1947 incompiuto)
- Amore e fortuna (Antoine et Antoinette), regia di Jacques Becker (1947)
- Manon, regia di Henri-Georges Clouzot (1949)
- Le sedicenni (Rendez-vous de juillet), regia di Jacques Becker (1949)
- Lady Paname, regia di Henri Jeanson (1950)
- ...E mi lasciò senza indirizzo (Sans laisser d'adresse), regia di Jean-Paul Le Chanois (1951)
- Horizon (1952)
- Horizons sans fin, regia di Jean Dréville (1953)
- Le Petit nuage / La Chasse au nuage / Le Nuage atomique , regia di Antoine Allard, Armand Bachelier e Charles Dekeukeleire (1954)
- Lo spretato (Le Défroqué), regia di Léo Joannon (1954)
- Les Indiscrètes, regia di Raoul André (1955)
- Les Chiffonniers d'Emmaüs, regia di Robert Darène (1955)
- La finestra sul Luna Park, regia di Luigi Comencini (1957)
- Ah ! Quelle équipe, regia di Roland Quignon (1957)
- Le Désert de Pigalle, regia di Léo Joannon (1958)
- Y'en a marre  conosciuto come Ce soir on tue o Le gars d'Anvers, regia di Yvan Govar (1959)
- Normandie-Niémen, regia di Jean Dréville e Damir Viatich Berejnyck (1960)
- La guerra dei bottoni (La Guerre des boutons), regia di Yves Robert (1962)
- Le Voleur de feuilles, regia di Pierre Trabaud (1983) anche sceneggiatore
- Round Midnight - A mezzanotte circa (Round Midnight), regia di Bertrand Tavernier (1986)
- La vita e niente altro (La Vie et rien d'autre), regia di Bertrand Tavernier (1989)
- Carnet de naufrage, regia di Claude Bourbigot (2004) - documentario

### Televisione
- Légion, regia di Philippe Joulia (1972)
- Le Tour du Monde en 80 jours, regia di Gérard Calvi, Jean Marsan e Jean Le Poulain (1975)
- Le Coup monté (1978)
- La Filière - miniserie TV (1978)
- Les Yeux bleus, regia di François Dupont-Midy (1979)
- Julien Fontanes, magistrato (Julien Fontanes, magistrat) - serie TV, 1 episodio, regia di François Dupont-Midy (1981)
- un conte de Noel (1982)

### Regista
- Le Voleur de feuilles, regia di Pierre Trabaud (1983) anche sceneggiatore

## Doppiaggio
Lista parziale del doppiaggio di Pierre Trabaud per l'edizione francese.

### Cinema
- Peter Falk in Penelope, la magnifica ladra, Lo sbarco di Anzio, Ardenne '44, un inferno
- Hervé Villechaize in Fantasilandia
- Marlon Brando in Fronte del porto, Bulli e pupe
- James Cagney in Amami o lasciami, Ragtime
- Dom DeLuise in La corsa più pazza d'America, La corsa più pazza d'America n. 2
- Burt Ward in Batman (1ª voce)
- John Wells in Casino Royale
- Reverend William O'Malley in L'esorcista (ed. originale)
- Henry Gibson in The Blues Brothers
- Wally Taylor in Rocky III
- James Russo in Beverly Hills Cop - Un piedipiatti a Beverly Hills
- Ron Carey in Lucky Luke
- Bruno Corazzari in Milano trema: la polizia vuole giustizia

### Animazione
- Joe Dalton in Lucky Luke, Lucky Luke - La ballata dei Dalton, Lucky Luke - La grande avventura dei Dalton, Lucky Luke serie animata 1984
- Maestro Muten in Dragon Ball, Dragon Ball Z, Dragon Ball: La leggenda delle sette sfere, Dragon Ball: Il torneo di Miifan, Dragon Ball: La bella addormentata a Castel Demonio
- Marcus Sacapus in Asterix il gallico
- Barbarossa e Capitano egizio in Asterix e Cleopatra
- Daffy Duck in Looney Tunes, Merrie Melodies, Chi ha incastrato Roger Rabbit
- Le premier siamois e generale inglese in Tarzoon - La vergogna della giungla
- Braccio Di Ferro in Collericamente vostro "Braccio di Ferro", Che papà Braccio di Ferro
- Zephir in Re Babar (St. 3-5)
- Re anziano degli elefanti e lo Chasseur in Re Babar (St. 1-5)
- Padre terrestre di Gigì e Kajira in Il magico mondo di Gigì

## Teatro
- Il malato immaginario di Molière, regia di Pierre Valde (1943)
- Première Étape di Paul Géraldy, regia di Jean-Jacques Daubin (1943)
- L'Autre Aventure di Marcel Haedrich, regia di Jacques Erwin (1945)
- L'Heure de vérité di René-Jean Ottoni, regia di André Cellier (1946)
- Anne et le dragon di Raymond Caillava, regia di Nouno Nicas (1946)
- Thermidor di Claude Vermorel, regia di Claude Vermorel (1948)
- Zoé di Jean Marsan, regia di Christian-Gérard (1952)
- Ricorda con rabbia di John Osborne, regia di Raymond Gérôme (1958)
- Madame Sans-Gêne di Victorien Sardou e Émile Moreau, regia di Michel Roux (1973)

## Radio
- Les Maîtres du mystère di Pierre Billard (1959-1971)
- Bons baisers de partout di Pierre Dac e Louis Rognoni (1965-1974)

## Doppiatori italiani
- Gianfranco Bellini: La finestra sul Luna Park, La guerra dei bottoni
- ?: ...E mi lasciò senza indirizzo
- ?: Amore e fortuna
- ?: Manon
- ?: Lo spretato
- ?: Round Midnight - A mezzanotte circa
- ?: La vita e niente altro

Da doppiatore è stato sostituito da:
- Gianfranco Bellini: Asterix il gallico
- Luigi Pavese in Asterix e Cleopatra
- Silvio Spaccesi in Lucky Luke film 1971
- Gianni Giuliano in Lucky Luke - La ballata dei Dalton
- Paolo Torrisi in Lucky Luke serie animata 1984
- Paolo Marchese in Lucky Luke film 1971 e Lucky Luke - La ballata dei Dalton (ridoppiaggio), Lucky Luke - La grande avventura dei Dalton